# Claudius Pacatus
Claudius Pacatus – centurion rzymski. Kasjusz Dion w Historii rzymskiej [D.C. LXVII, 13] wymienia go jako przykład na to, że cesarz Domicjan mimo rozwiązłego trybu życia, potrafił zachowywać surowe obyczaje. Domicjan jako cenzor, gdy okazało się, że Claudius Pacatus jest zbiegłym niewolnikiem, oddał go jego panu, nie zważając na to że Pacatus jest byłym centurionem.